# Tired of Waiting for You/Come on Now
Tired of Waiting for You/Come on Now è il quinto singolo del gruppo rock britannico The Kinks, pubblicato nel Regno Unito nel 1965. Il 45 giri raggiunse il primo posto nella classifica britannica dei singoli Official Singles Chart e la numero 6 negli Stati Uniti.

## I brani
Il brano Tired of Waiting for You venne registrato alla fine dell'agosto 1964 con sovraincisioni aggiuntive di chitarra effettuate nel dicembre 1964. La canzone venne in seguito inclusa nel secondo album di studio della band, Kinda Kinks così come il lato B, Come on Now.

## Tracce
1. Tired of Waiting for You – 2:31 (Ray Davies)
2. Come on Now – 1:49 (Ray Davies)

Durata totale: 4:20

## Classifica
| Classifica (1965)             | Posizione |
| ----------------------------- | --------- |
| Official Singles Chart        | 1         |
| Australian ARIA Singles Chart | 24        |
| Canadian RPM Top Singles      | 3         |
| Dutch Top 40                  | 18        |
| German Singles Chart          | 27        |
| Irish Singles Chart           | 3         |
| Swedish Singles Chart         | 24        |
| US Billboard Hot 100          | 6         |

## Cover
- The Flock con il titolo Tired of Waiting, sull'album The Flock del 1969.
- Suzi Quatro nel suo album del 1978 If You Knew Suzi...
- I Little Angels sull'album Jam del 1993.
- I Green Day come B-side del singolo Basket Case nel 1994; successivamente la loro versione venne inserita nell'album Shenanigans del 2002 e nella colonna sonora del film di Howard Stern Private Parts del 1997.
- Dwight Yoakam nell'album Under the Covers del 1997.
- Nel 2006, Curtis Stigers incluse una versione di Tired of Waiting for You nel suo album You Inspire Me.
- Gli Sweethead sull'EP The Great Disruptors del 2009.